# Albert von Bezold
Albert von Bezold, född den 7 januari 1836 i Ansbach, död i Würzburg den 2 mars 1868, var en 
tysk fysiolog, kusin till Wilhelm von Bezold.
von Bezold blev student 1853, studerade fysiologi hos Du Bois-Reymond i Berlin, blev medicine doktor i Würzburg 1859 och kallades redan samma år till e.o. professor i fysiologi i Jena, varifrån han dock redan 1865 mottog kallelse till professuren i fysiologi i Würzburg.
I sitt första större arbete, Untersuchungen über die elektrische erregung der nerven und muskeln (1861), meddelade von Bezold viktiga rön angående den elektriska strömmens inverkan på nerverna och musklerna. Sedan följde Untersuchungen über die innervation des herzens (1863), som bland annat innehåller de första antydningarna om upptäckten av hjärtats påskyndande nerver.
Efter sin flyttning till Würzburg utgav von Bezold under titeln Untersuchungen aus dem physiologischen laboratorium in Würzburg en serie dels av honom själv, dels av hans lärjungar utförda undersökningar, i vilka det avgörande beviset för existensen av påskyndande hjärtnerver lämnas.